# Entrenamiento de intervalos de alta intensidad

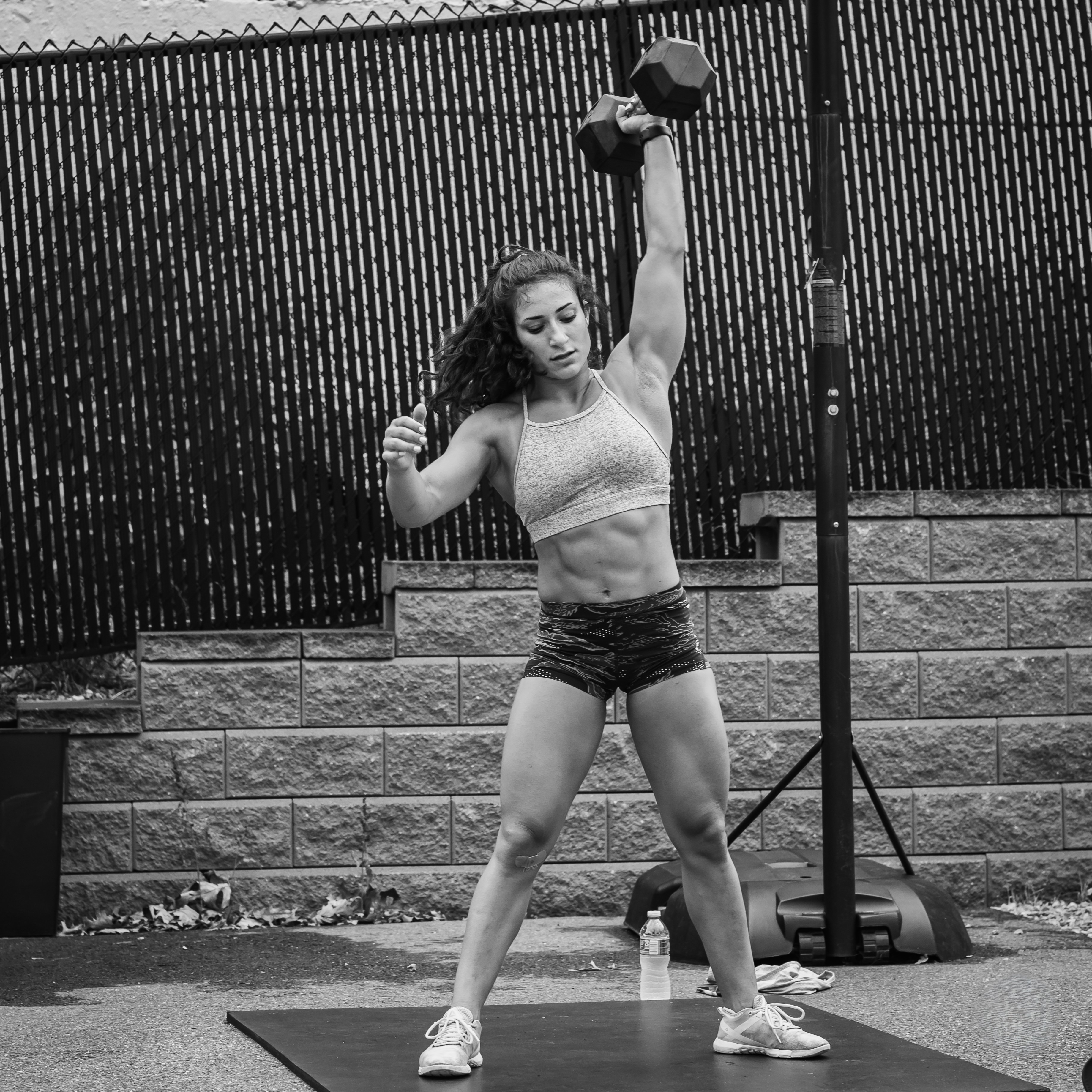
Entrenando con alta intensidad.

El entrenamiento de intervalos de alta intensidad (HIIT, por sus siglas en inglés), es un entrenamiento de fuerza-resistencia, ya que combina ejercicios anaeróbicos y aeróbicos.
Habitualmente las sesiones HIIT pueden variar de entre 4 y 30 minutos. Estos cortos e intensos entrenamientos proporcionan capacidad atlética y condición mejoradas, alto metabolismo de glucosa y elevada quema de lípidos (grasa).

## Procedimiento
Las sesiones de ejercicio HIIT generalmente consisten en un período de calentamiento y varias repeticiones de ejercicio de alta intensidad separadas por ejercicio de intensidad media para la recuperación y finalmente un periodo de enfriamiento buscando subir y bajar el ritmo cardíaco. El ejercicio de alta intensidad debe realizarse casi a la máxima intensidad. El ejercicio medio debe ser de aproximadamente el 50% de intensidad. El número de repeticiones y la duración de cada una depende del ejercicio, pero puede ser de tan solo tres repeticiones con solo 20 segundos de ejercicio intenso. Los ejercicios específicos que se realizan durante las porciones de alta intensidad varían. La mayor parte de la investigación sobre HIIT se ha realizado utilizando un ergómetro, pero otros ejercicios como correr, subir escaleras y caminar cuesta arriba también pueden ser efectivos.
No hay una fórmula específica para HIIT. Dependiendo del nivel de desarrollo cardiovascular, la intensidad de nivel moderado puede ser tan lenta como caminar. Una fórmula común implica una proporción de trabajo de 2: 1 a períodos de recuperación. Por ejemplo, 30-40 segundos de carreras de velocidad alternas alternadas con 15-20 segundos de trote o marcha, repetidos hasta el fallo.
Toda la sesión de HIIT puede durar entre cuatro y treinta minutos, lo que significa que se considera una forma excelente de maximizar un entrenamiento que está limitado por restricciones de tiempo. Se recomienda el uso de un reloj o un temporizador para mantener los tiempos precisos, el número de rondas y la intensidad.

## Protocolos

### Protocolo de Peter Coe
Un tipo de entrenamiento de intervalo de alta intensidad con períodos de recuperación cortos, que fue utilizado en la década de 1970 por el entrenador de atletismo Peter Coe al establecer sesiones para su hijo Sebastian Coe. Inspirado por los principios propuestos por el entrenador y profesor universitario alemán Woldemar Gerschler y el fisiólogo sueco Per-Olof Åstrand, Coe estableció sesiones que implicaban repetidas carreras rápidas de 200 metros con solo 30 segundos de recuperación entre cada carrera rápida.

### Protocolo de Tabata
Una versión de HIIT que se basó en un estudio de 1996 por el profesor Izumi Tabata (田畑 泉) et al, inicialmente involucrando patinadores de velocidad sobre hielo. El estudio utilizó 20 segundos de ejercicio ultra intenso (a una intensidad de aproximadamente 170% de VO2max) seguido de 10 segundos de descanso, repetidos continuamente durante 4 minutos (8 ciclos). El ejercicio se realizó en una bicicleta estática con freno mecánico. Tabata llamó a esto el protocolo IE1. En el estudio original, los atletas que utilizan este método entrenaron 4 veces por semana, más otro día de entrenamiento en estado estacionario, durante 6 semanas y obtuvieron ganancias similares a las de un grupo de atletas que hicieron entrenamiento de estado estacionario (70% VO2max) 5 veces por semana . El grupo de estado estacionario tenía un VO2max más alto al final (de 52 a 57 ml / (kg • min)), pero el grupo Tabata había comenzado más bajo y había ganado más en general (de 48 a 55 ml / (kg • min)). Además, solo el grupo Tabata había obtenido beneficios de capacidad anaeróbica. En el estudio original de 1996, los participantes fueron descalificados si no podían mantener un ritmo de ciclismo constante de 85 RPM durante los 20 segundos completos de trabajo. En la cultura popular, el "entrenamiento Tabata" ahora se refiere a una amplia variedad de protocolos HIIT y regímenes de ejercicio que pueden tener o no beneficios similares a los encontrados en el estudio original de Tabata.

### Protocolo de Gibala
El profesor Martin Gibala y su equipo en la Universidad McMaster en Canadá han estado investigando ejercicio de alta intensidad durante varios años. Su estudio de 2010 en estudiantes usa 3 minutos para calentar, luego 60 segundos de ejercicio intenso (al 95% de VO2max) seguido de 75 segundos de descanso, repetidos durante 8-12 ciclos (a veces denominado "El Pequeño Método" (“The Little Method”)). Los sujetos que utilizan este método de entrenamiento 3 veces por semana obtuvieron ganancias similares a las que se esperarían de los sujetos que realizaron entrenamiento de estado estacionario (50-70% VO2max) cinco veces por semana. Si bien sigue siendo una forma exigente de entrenamiento, este protocolo de ejercicio podría ser utilizado por el público en general con nada más que una bicicleta estática normal.
El grupo de Gibala publicó una versión menos intensa de su régimen en un artículo de 2011 en Medicine & Science in Sports & Exercise . Esto fue pensado como una opción más suave para las personas sedentarias que no habían hecho ejercicio durante más de un año. Incluía 3 minutos de calentamiento, 10 repeticiones de ráfagas de 60 segundos al 60% de potencia máxima (80-95% de la frecuencia cardíaca de reserva), seguidas cada una de 60 segundos de recuperación, y luego un enfriamiento de 5 minutos.

### Protocolo de Zuniga
Jorge Zuniga, profesor asistente de ciencias del ejercicio en la Universidad de Creighton, se propuso determinar cómo adaptar el mayor volumen de trabajo y consumo de oxígeno en el menor tiempo posible. Descubrió que los intervalos de 30 segundos al 90% de la potencia de VO2 max y la duración más larga del entrenamiento a la intensidad especificada. Los protocolos alternativos considerados incluyeron el 100% de la producción de potencia máxima en el mismo horario de intervalo, similar al régimen de Coe, y el 90% de la potencia máxima de salida durante tres minutos, similar al entrenamiento de intervalo tradicional. El protocolo de Zuniga ha sido implementado con gran éxito por sus alumnos que participan en el programa ROTC del Ejército de Creighton. Los cadetes que completaron el protocolo dos veces por semana experimentaron mayores mejoras en las puntuaciones APFT que en años anteriores.

### Protocolo de Vollaard
El Dr. Niels Vollaard de la Universidad de Stirling sugirió que cuando los intervalos de alta intensidad se realizan a intensidades "máximas", los beneficios de salud asociados se estabilizan después de realizar 2 o 3 repeticiones de velocidad. Esto condujo al desarrollo de una rutina de ejercicios de 10 minutos que consistía en pedaleo relajado intercalado con dos sprints de ciclismo de 20 segundos. En un metanálisis de 2017, Vollaard demostró que los protocolos comunes con hasta 6 a 10 repeticiones de sprints de 30 segundos "totales" no mejoran la aptitud aeróbica más que el protocolo "2x20-s". Se afirma que este breve protocolo puede eliminar muchos de los inconvenientes que hacen que otros protocolos de entrenamiento de intervalos de alta intensidad sean inadecuados para la población en general.
En un programa de BBC Horizon en febrero de 2012, Jamie Timmons, profesor de biología de sistemas en la Universidad de Loughborough, sometió a Michael Mosley a este régimen de bicicleta estática, pero con tres carreras en vez de dos. Esto se hizo tres veces por semana durante un total de 30 minutos de ejercicio por semana (3 minutos de ejercicio intenso), más tiempo de calentamiento y recuperación.

## Comparación de protocolos
Wood et al. comparó el entrenamiento de intervalo de alta intensidad de ocho asaltos de 1 minuto al 85% Wmax intercalados con una recuperación activa de 1 minuto al 25% Wmax con entrenamiento de intervalo Sprint de ocho asaltos de 30 segundos al 130% Wmax intercalados con recuperación activa de 90 segundos en 25% de Wmax. (Tiempo total coincidente a los 24 minutos incluyendo calentamiento y enfriamiento). Su conclusión fue: "HIIT es la rutina recomendada", pero "la magnitud de las diferencias en diversos parámetros entre los regímenes fue pequeña, por lo tanto, la preferencia por cualquiera de las modalidades puede depender del individuo".

## Beneficios del entrenamiento de intervalos de alta intensidad
Quema de calorías: El HIIT es eficiente para quemar calorías en un período de tiempo más corto debido a la alta intensidad y al efecto del aumento del metabolismo después del entrenamiento.
Mejora de la resistencia cardiovascular: El HIIT ayuda a mejorar la capacidad aeróbica y anaeróbica, lo que resulta en una mayor resistencia y capacidad de realizar actividades físicas de alta intensidad.
Aumento del metabolismo: El entrenamiento HIIT estimula el metabolismo y puede ayudar a quemar grasa incluso después de finalizar el entrenamiento, debido al efecto de consumo de oxígeno post-ejercicio (EPOC).
Ahorro de tiempo: Debido a la alta intensidad y a la eficiencia del entrenamiento, se pueden obtener beneficios en un período de tiempo más corto en comparación con entrenamientos de mayor duración y baja intensidad.
Es importante tener en cuenta que el HIIT es un entrenamiento exigente y no es adecuado para todos. Siempre es recomendable consultar con un profesional de la salud o un entrenador personal antes de comenzar un programa de HIIT para asegurarse de que sea apropiado para tu nivel de condición física y salud general.